# Daniel de Oliveira
Daniel de Oliveira, właśc. Daniel Rodrigo de Oliveira (ur. 14 września 1985) – brazylijski piłkarz, grający na pozycji napastnika.

## Kariera piłkarska

### Kariera klubowa
Ostatnim klubem w Brazylii, w którym występował był Portuguesa Santista Santos. Latem 2007 wyjechał do Europy, gdzie został piłkarzem belgijskiego KFC VW Hamme. W 2008 przeniósł się do Sportkring Sint-Niklaas, w którym występował przez dwa i pół roku. Na początku 2011 przeszedł do K. Rupel Boom F.C., ale już latem zmienił klub na WS Woluwe, który w 2013 roku zmienił nazwę na White Star Bruxelles. 20 czerwca 2013 roku podpisał 3-letni kontrakt z ukraińskim Metałurhiem Donieck. 23 sierpnia 2014 przeszedł do belgijskiego Eendracht Aalst.